# Jordi Branàs
Jordi Branàs (en llatí Georgius Branas, en grec antic Γεώργιος Βρανᾶς) va ser un oficial militar romà d'Orient que juntament amb el seu germà Demetri Branàs va participar de forma destacada en l'expedició que va enviar l'emperador Manuel I Comnè contra els hongaresos l'any 1165.